# Jen Majura
Jennifer Majura Indrasen , (née le 16 juin 1983 à Stuttgart, en Allemagne) est une guitariste, bassiste et chanteuse allemande. Elle a commencé la musique à l'âge de six ans et a commencé sa carrière professionnelle en 2000.
En 2007, elle a ouvert une école baptisée Unity Music School et située à Hamm, en Allemagne, avec Victor Smolski qui était alors le guitariste du groupe de heavy metal Rage. Elle a joué sur le morceau Lord of the Flies de Rage et a fait une tournée avec le groupe lors de leur tournée européenne intitulée "Carved in Stone".
En 2015, Majura a multiplié les collaborations avec divers groupes : Black Thunder Ladies (chanteuse et guitariste), Equilibrium (basse), Knorkator (guitariste) et Evanescence (guitariste). Le 7 août 2015, la chanteuse d'Evanescence, Amy Lee, a annoncé que Majura remplacerait le guitariste Terry Balsamo au sein du groupe. Le 2 novembre 2015, Equilibrium a annoncé via sa page Facebook que Majura s'était séparée du groupe.
En 2018, Jen Majura a dévoilé sa collaboration avec un guitariste Croate, Alen Brentini, et ensemble, ils ont créé leur petit groupe intitulé "Something in 11", dont l'album devrait bientôt sortir.
Le 14 juin au soir, le groupe Bulgare Sevi a dévoilé son clip "To hell and back" dans lequel Jen a été invitée. 

## Discographie

### Albums studio
- 2015 : Jen Majura(premier album)
- 2017 : Inzenity